# Miconia setulosa
Espèce
Statut de conservation UICN

 VU B1+2c : Vulnérable
Miconia setulosa est une espèce de plantes à fleurs de la famille des Melastomataceae trouvé en Bolivie et au Pérou.

## Publication originale
- Monographiae Phanerogamarum 7: 898. 1891.